# Conognatha leachi
Conognatha leachi es una especie de escarabajo del género Conognatha, familia Buprestidae. Fue descrita científicamente por Waterhouse en 1912.